# Thomas Meighan
Thomas Meighan (Pittsburgh, 9 aprile 1879 – New York, 8 luglio 1936) è stato un attore statunitense che girò nella sua carriera, in ruoli da protagonista, un'ottantina di film in prevalenza muti. Tra le sue partner, alcune delle dive dell'epoca, come Gloria Swanson, Mary Pickford, Bebe Daniels, Pauline Frederick.

## Biografia
Meighan nacque a Pittsburgh nel 1879 in una famiglia benestante. Suo padre John era il presidente della Pittsburgh Facing Mills. Sia lui che la moglie Mary avrebbero voluto che il giovane Thomas si iscrivesse al college, ma il ragazzo era recalcitrante. A quindici anni, allora, per fargli cambiare idea, suo padre lo spedì a spalare carbone. Iscritto all'università, Thomas studiò farmacologia. Ma, dopo tre anni di studi, decise che la sua carriera sarebbe stata quella dell'attore.

### Carriera teatrale
Abbandonati gli studi nel 1896, si aggregò come attor giovane alla Pittsburgh Stock Company di Henrietta Crosman, guadagnando 35 dollari la settimana. Ottenne subito un buon successo come attore. Debuttò a Broadway nel 1900 e, nei primi anni del Novecento, recitò a teatro, che rimase sempre la sua grande passione, anche quando passò a lavorare nel cinema. Uno dei suoi ruoli di maggior successo fu in quello del protagonista di The College Widow nella stagione 1907-1908. Fu in quel periodo che conobbe la sua futura moglie Frances Ring.

### Carriera cinematografica
Negli anni dieci, Thomas Meighan abbandonò il teatro per la nuova industria cinematografica. Nel 1914, girò a Londra Danny Donovan, the Gentleman Cracksman, un film che gli fruttò un contratto con la Famous Players-Lasky. Nel 1915, girò negli Stati Uniti, The Fighting Hope. Nei due anni seguenti, la sua carriera cinematografica prese il volo: nel 1919, Thomas Meighan era ormai una star del cinema muto. Alto e prestante, si presentava in maniera molto virile e i suoi personaggi sullo schermo erano quelli di uomini rassicuranti cui ci si poteva affidare senza paura. Nel 1928 interpretò il capitano di polizia James McQuigg nel gangster movie The Racket e nel 1934 affianca Jackie Cooper nel film Piccoli uomini.

## Galleria d'immagini

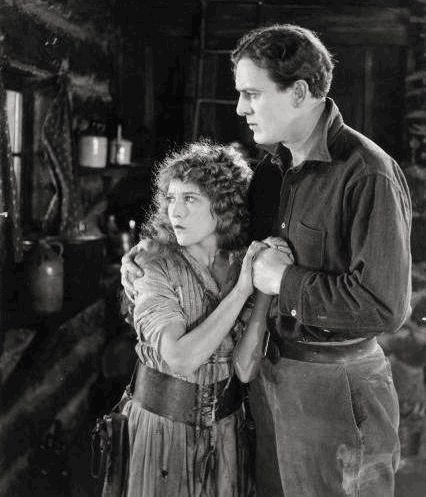
Il giglio selvatico, con Mary Pickford (1918)
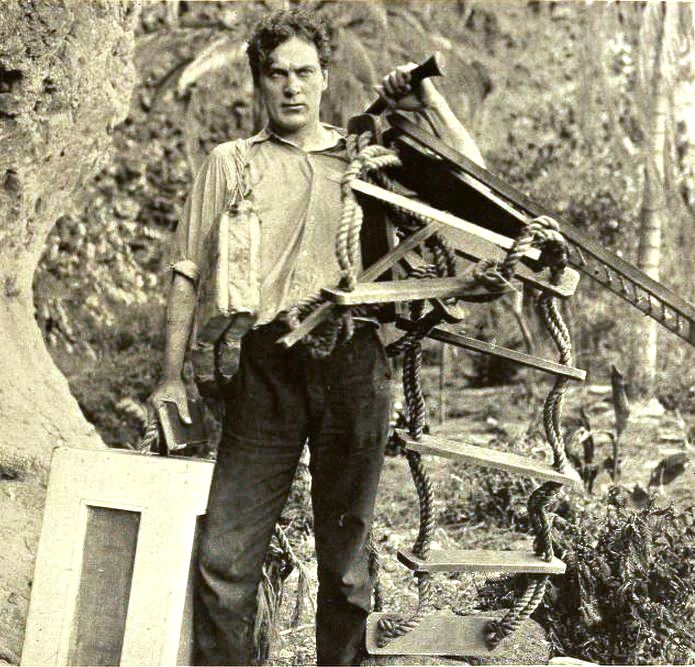
Male and Female (1919)
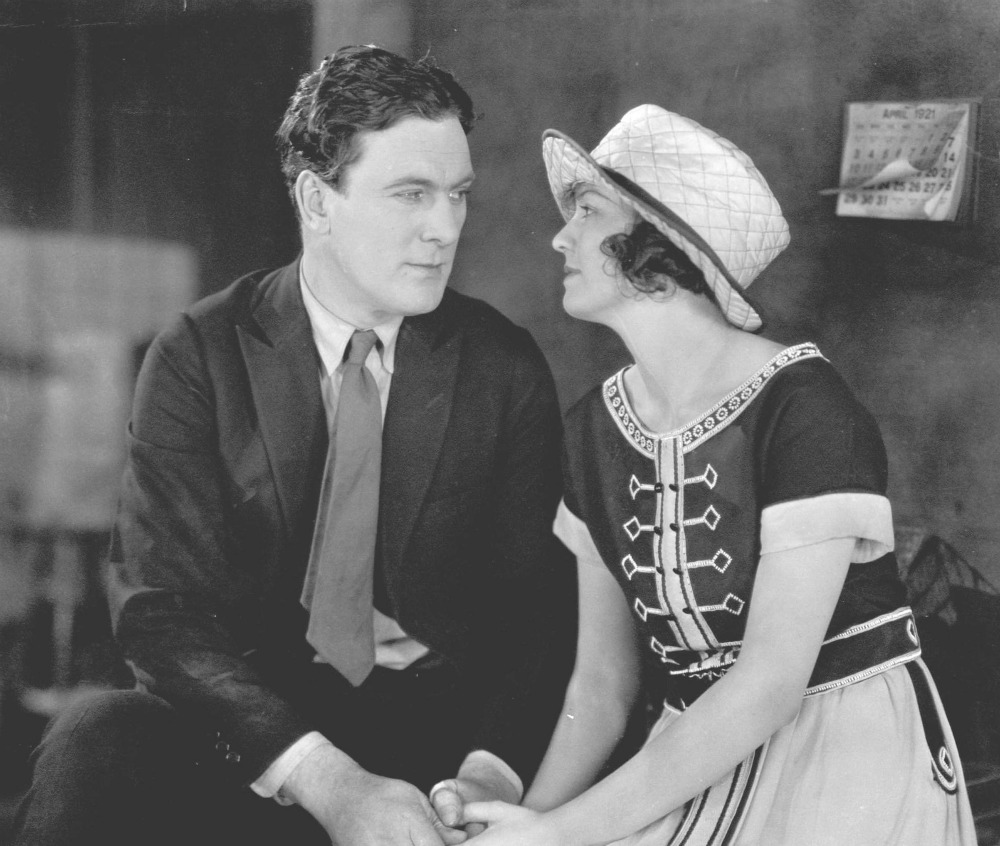
The Conquest of Canaan (1921)

## Filmografia
La filmografia, tratta da IMDb, è completa. Quando manca il nome del regista, questo non viene riportato nei titoli

### Attore
- Danny Donovan, the Gentleman Cracksman, regia di Walter Waller - cortometraggio (1914)
- Kindling, regia di Cecil B. DeMille (1915)
- The Fighting Hope, regia di George Melford (1915)
- Fuori dal buio (Out of the Darkness), regia di George Melford (1915)
- Blackbirds, regia di J.P. McGowan (1915)
- The Secret Sin, regia di Frank Reicher (1915)
- Armstrong's Wife, regia di George Melford (1915)
- L'immigrante (The Immigrant), regia di George Melford (1915)
- Pudd'nhead Wilson, regia di Frank Reicher (1916)
- The Trail of the Lonesome Pine, regia di Cecil B. DeMille (1916)
- The Sowers, regia di William C. de Mille e Frank Reicher (1916)
- The Clown, regia di William C. de Mille (1916)
- The Dupe, regia di Frank Reicher (1916)
- Common Ground, regia di William C. de Mille (1916)
- The Storm, regia di Frank Reicher (1916)
- The Heir to the Hoorah, regia di William C. de Mille (1916)
- The Slave Market, regia di Hugh Ford (1917)
- Sapho, regia di Hugh Ford (1917)
- Povero cuore (Sleeping Fires), regia di Hugh Ford (1917)
- The Silent Partner, regia di Marshall Neilan (1917)
- Her Better Self, regia di Robert G. Vignola (1917)
- The Mysterious Miss Terry, regia di J. Searle Dawley (1917)
- Arms and the Girl, regia di Joseph Kaufman (1917)
- The Land of Promise, regia di Joseph Kaufman (1917)
- Madame Jealousy, regia di Robert G. Vignola (1918)
- Eve's Daughter, regia di James Kirkwood (1918)
- Il giglio selvatico (M'liss), regia di Marshall Neilan (1918)
- Missing, regia di James Young (1918)
- Heart of the Wilds, regia di Marshall Neilan (1918)
- In Pursuit of Polly, regia di Chester Withey (1918)
- Dopo la tormenta (Out of a Clear Sky), regia di Marshall Neilan (1918)
- La città proibita (The Forbidden City), regia di Sidney Franklin (1918)
- Peg o' My Heart, regia di William C. deMille (1919)
- L'amore dei visi pallidi (The Heart of Wetona), regia di Sidney Franklin (1919)
- La buona civetta (The Probation Wife), regia di Sidney Franklin (1919)
- L'uomo del miracolo (The Miracle Man), regia di George Loane Tucker (1919)
- The Thunderbolt, regia di Colin Campbell (1919)
- Maschio e femmina (Male and Female), regia di Cecil B. DeMille (1919)
- Perché cambiate moglie? (Why Change Your Wife?), regia di Cecil B. DeMille (1920)
- The Prince Chap, regia di William C. de Mille (1920)
- Civilian Clothes, regia di Hugh Ford (1920)
- Conrad in Quest of His Youth, regia di William C. de Mille (1920)
- Frontier of the Stars, regia di Charles Maigne (1921)
- The Easy Road, regia di Tom Forman (1921)
- La città degli uomini silenziosi (The City of Silent Men), regia di Tom Forman (1921)
- White and Unmarried, regia di Tom Forman (1921)
- The Conquest of Canaan, regia di Roy William Neill (1921)
- Cappy Ricks, regia di Tom Forman (1921)
- A Prince There Was, regia di Tom Forman (1921)
- Gloria Swanson and Thomas Meighan, regia di Lee De Forest (1922)
- The Bachelor Daddy, regia di Alfred E. Green (1922)
- Our Leading Citizen, regia di Alfred E. Green (1922)
- If You Believe It, It's So, regia di Tom Forman (1922)
- La corsa al piacere (Manslaughter), regia di Cecil B. DeMille (1922)
- The Man Who Saw Tomorrow, regia di Alfred E. Green (1922)
- Back Home and Broke, regia di Alfred E. Green (1922)
- The Ne'er-Do-Well, regia di Alfred E. Green (1923)
- Homeward Bound, regia di Ralph Ince (1923)
- Hollywood, regia di James Cruze (1923)
- Woman-Proof, regia di Alfred E. Green (1923)
- Pied Piper Malone, regia di Alfred E. Green (1924)
- The Confidence Man, regia di Victor Heerman (1924)
- Gli avventurieri dell'Alaska (The Alaskan), regia di Herbert Brenon (1924)
- Tongues of Flame, regia di Joseph Henabery (1924)
- Coming Through, regia di A. Edward Sutherland (1925)
- Old Home Week, regia di Victor Heerman (1925)
- The Man Who Found Himself, regia di Alfred E. Green (1925)
- La misteriosa avventura (Irish Luck), regia di Victor Heerman (1925)
- The New Klondike, regia di Lewis Milestone (1926)
- Tin Gods, regia di Allan Dwan (1926)
- The Canadian, regia di William Beaudine (1926)
- Blind Alleys, regia di Frank Tuttle (1927)
- We're All Gamblers, regia di James Cruze (1927)
- The City Gone Wild, regia di James Cruze (1927)
- The Racket, regia di Lewis Milestone (1928)
- The Mating Call, regia di James Cruze (1928)
- The Argyle Case, regia di Howard Bretherton (1929)
- Young Sinners, regia di John G. Blystone (1931)
- Skyline, regia di Sam Taylor (1931)
- Cheaters at Play, regia di Hamilton MacFadden (1932)
- Madison Sq. Garden, regia di Harry Joe Brown (1932)
- Piccoli uomini (Peck's Bad Boy), regia di Edward F. Cline (1934)

### Film o documentari dove appare Meighan
- Norma Talmadge and Thomas Meighan in a Liberty Loan Appeal (1918)
- Screen Snapshots, Series 3, No. 1, documentario (1922)
- A Trip to Paramountown, documentario (1922)
- Screen Snapshots, Series 3, No. 13 documentario (1922)
- Hollywood, regia di James Cruze (1923)
- Giovinezza (Fascinating Youth), regia di Sam Wood (1926)
- Movie Memories, regia di (non accreditato) Ralph Staub - sé stesso (1934)

## Doppiatori italiani
- Virgilio Tomassini in Piccoli uomini